# دسامبر (فیلم ۱۹۸۸)
«دسامبر» (انگلیسی: December (1988 film)) یک فیلم است که در سال ۱۹۸۸ منتشر شد.